# Liophis dilepis
Liophis dilepis este o specie de șerpi din genul Liophis, familia Colubridae, descrisă de Edward Drinker Cope în anul 1862. A fost clasificată de IUCN ca specie cu risc scăzut. Conform Catalogue of Life specia Liophis dilepis nu are subspecii cunoscute.